# Анене, Чума
Чума Энеке Уче Анене (англ. Chuma Eneke Uche Anene; род. 14 мая 1993, Осло) — норвежский футболист, нападающий. Рабочая нога — правая.

## Биография
Родился в Осло в семье нигерийских эмигрантов. Вырос в городке Холмлия, пригороде Осло, с детства играл в футбол в клубе Holmlia SK, где вместе с ним играли норвежские футболисты африканского происхождения Матис Болли и Адама Диоманде.

## Клубная карьера
В 16 лет был приглашён в норвежский клуб «Волеренга». Дебютировал в клубе в сезоне 2011 года, 27 ноября 2011 года забил свой первый гол и перед сезоном 2012 года подписал с этим клубом первый профессиональный контракт. 2012 год провёл в аренде в клубе «Улл/Киса», 2013 год в аренде в клубе «Стабек».
В 2014 году перешёл в клуб «Улл/Киса», но вскоре перебрался в македонский клуб «Работнички», с которым сыграл в Лиге Европы, дойдя до стадии плей-офф, где участвовал во встречах с казанским «Рубином» (1-1, 0-1).
31 августа 2015 года в статусе свободного агента подписал двухлетний контракт с пермским «Амкаром». В дебютном матче 20 сентября против «Зенита» забил свой первый гол за клуб. Всего сыграл за «Амкар» 24 матча и забил два гола.
13 марта 2017 года Чума Анене перешёл в алматинский клуб «Кайрат». Сумма трансфера в Казахстан составила 1 миллион евро по схеме 2+1, хотя позже «Кайрат» опроверг информацию о миллионе евро, но не озвучил свою сумму. В «Кайрате» в основном выходил на замену и в 20 играх чемпионата забил только 4 гола. Сыграл на замене в 4 играх выигранного «Кайратом» Кубка Казахстана. Сыграл также на замене в 4 матчах квалификации Лиги Европы. В 2018 году чуть активизировался и в 9 матчах забил те же 4 гола. Но в летнее трансферное окно был отзаявлен из команды в связи с приобретением новых легионеров.
Отпущенный Чума в начале сентября 2018 года устроился, как свободный агент, в датский клуб «Мидтьюлланн» из Хернинга, подписав контракт на 4 года. Но для набора физической формы был на три месяца до Нового года отправлен стажироваться в клуб 1 лиги «Фредерисия» из одноимённого города.

## Достижения
«Стабек»
- Серебряный призёр Первого дивизиона Норвегии: 2013

«Работнички»
- Серебряный призёр чемпионата Македонии: 2015
- Обладатель Кубка Македонии: 2015

«Кайрат»
- Серебряный призёр чемпионата Казахстана: 2017
- Обладатель Кубка Казахстана: 2017